# Haematopota olsufjevi
Haematopota olsufjevi är en tvåvingeart som först beskrevs av Liu 1960.  Haematopota olsufjevi ingår i släktet Haematopota och familjen bromsar. Inga underarter finns listade i Catalogue of Life.